# Yung Trappa
Yung Trappa (рус. Янг Трэппа; настоящее имя — Владисла́в Оле́гович Ширя́ев; 14 августа 1995, Санкт-Петербург — 2 февраля 2023, Санкт-Петербург) — российский рэпер и осуждённый преступник. Основатель и бывший лидер музыкального объединения Yung Murda Boyz. Массовую популярность Владислав получил во время своего первого тюремного срока с 2014 по 2021 год.

## Биография

### Ранние годы и начало карьеры
Родился 14 августа 1995 года в Санкт-Петербурге. У его отца была фирма по строительству элитной недвижимости, а мать работала завучем и учителем русского языка и литературы в средней школе.
Музыку начал слушать рано, с 7 лет: от популярного рэпа разных лет (такие исполнители как Nelly и Wu-Tang Clan) до тяжёлого рока (Metallica).
Ширяев с детства отличался трудным характером, регулярно попадал в неприятности. В возрасте 13 лет у него уже была череда разбоев. Одно из этих преступлений произошло 11 февраля 2009 года — у дома 15 по улице Щербакова, двое неизвестных преступников, под угрозой пневматического Пм, открыто похитили мобильный телефон Sony Ericsson у двенадцатилетнего подростка. Вскоре, Влад и его друг были задержаны и также дополнительно изобличены в совершении разбоя у дома 9 по Комендантскому проспекту. Было возбуждено уголовное дело по статье 162 часть 2 УК РФ. Однако, из-за возраста они были отпущены под обязательством о явке и Ширяеву не была избрана мера пресечения.
Заниматься рэпом начал в 11 лет под псевдонимом МС Компактный, первоначально делая олдскульный хип-хоп, используя для записи свой ноутбук и игровую гарнитуру. Со слов его друга детства, Жака-Энтони, в 12 лет Trappa связал свою жизнь с наркотиками и нелегальными заработками. В школьном возрасте Владислав начал увлекаться южным рэпом и взял себе новый псевдоним Yung Trappa. В 2011 году он вступил в два трэп объединения: Swagga Music, основанную питерским рэпером Лёвой Twice, и T. A. Inc., основанную Loсом. При поддержке них он выпустил свои первые два микстейпа Yung Treezy Crazy (2011) и 2Stoopid (2012), которые не снискали успеха. В 2012 году Twice был зарезан своей девушкой, после чего объединение распадается.
Музыку Trappa писал под вдохновением Гуччи Мейна, Ти-Ая и Лил Уэйна, у последнего он перенял творческий подход к музыке, импровизацию при записи песен. Первыми микстейпы Yung Trappa были на пиратские биты американских хитов, а некоторые песни и вовсе были переводом американских хип-хоп-песен на русский язык, клипы снимались в домашних условиях. Побыв в различных творческих объединениях, Yung Trappa создаёт своё — Yung Murda Boyz. Осенью 2012 года Trappa выпускает свой третий микстейп Jesse Pinkman. В 2013 году Владислав впервые получил свой условный срок сроком на 4 года за сбыт наркотических средств.
Первую популярность Yung Trappa получил осенью 2014 года, после своего перформанса на Versus Battle против Федука. В том же году выходит альбом Jesse Pinkman 2. Изначально Влад планировал записать совместный альбом с ЛСП, но в итоге от идеи отказались, а записанные совместные композиции пошли на сольный альбом Владислава. Последним его релизом на свободе стал совместный альбом с Sil-A Walter White встречает Jessie Pinkman 2015 года, записанный зимой 2014 года в Москве.

### Первый срок
Вечером 12 августа 2015 года, рэпер отправлялся домой за деньгами для покупки фейерверков к своему предстоящему дню рождения. При выходе из дома он был задержан полицией с 42 граммами гашиша, его адрес указал осведомитель, знакомый Владислава, купивший у него две недели назад амфетамин, указавший после своего задержания его адрес. Также, при обыске в доме у Владислава было обнаружено 0,250 грамм героина в коробке из-под СД-диска. После задержания Трэппу отправили в Кресты. На тот момент ему грозило до 10 лет лишения свободы. 31 октября 2016 года Красногвардейский суд вынес приговор по делу о хранении и распространении наркотиков в значительном и крупном размере: 5 лет и 7 месяцев лишения свободы. На тот момент, у Владислава уже почти два года имелся условный срок 4 года и 7 месяцев по части 3 статьи 228.1 УК РФ — незаконные производство, сбыт или пересылка наркотических средств, вследствие чего он был осуждён по совокупности приговоров: 2 года и 1 месяц по старому уголовному делу и 3 года и 6 месяцев по новому. Тюремный срок только прибавил популярности рэперу, читавшему о наркотиках и наркоторговле. С декабря 2016 года отбывал наказание в «Исправительной колонии № 5» в п. Металлострой Колпинского района.
В 2017 году прямо из тюрьмы Владислав выпустил совместную композицию с рэпером Thrill Pill «Деньги», а спустя пару месяцев вышел альбом Free Trappa Album. В том же году битмейкер и звукоинженер Владислава Verobeatz умер от передозировки наркотиков.
Перед 2018 годом начались переговоры и согласования между YouTube-каналом «Вписка» и тюремной администрацией касательно снятия интервью с Yung Trappой прямо из места заключения. 22 января 2018 года на YouTube-канале «Вписка» интервью вышло, где Влад, заявил что у него есть вероятность выйти по УДО в марте. В видео были видны неоднократные допущения нарушения установленного законом режима содержания. После публикации данного материала он вызвал широкий резонанс, вплоть до того что его заметила УФСИН и в колонию начали приезжать неоднократные проверки. Интервью по просьбе администрации колонии было скрыто. Самого Владислава, в качестве мер дисциплинарной ответственности начали привлекать к устным выговорам и водворять в ШИЗО на 15 суток, где он провёл в общей сложности более 75 дней. После нахождений в ШИЗО в июле его перевели в строгие условия содержания, лишив полностью его комфортных удобств. Все эти меры лишили Владислава УДО полностью, а сам заключённый был признан злостным нарушителем установленного порядка отбывания наказания.
В 2020 году на Владислава был наложен административный надзор сроком на три года, включавший в том числе, запрет на покидание пределов Ленинградской области и проведение публичных мероприятий.
9 февраля 2021 года Yung Trappa вышел из тюрьмы, отсидев 5 лет и 6 месяцев.

### Освобождение из тюрьмы и новое творчество
После освобождения Trappa приступил к записи новой музыки. 24 февраля 2021 года вышла первая работа исполнителя после освобождения — «First Day Out» вместе с музыкальным видео. В новой работе рэпер повествует о первом дне на свободе. Следом, в марте 2021 года, вышли две совместные работы с Моргенштерном. Первая, «Розовое вино 2», была выпущена 11 марта 2021 года, в котором музыканты повествуют о разгульном образе жизни. Песня была воспринята слушателями негативно. 19 марта 2021 года вышла вторая коллаборация Yung Trappa и Моргенштерна, получившая название «Family». Для композиции был выпущен музыкальный клип. В апреле 2021 года на Моргенштерна завели административное дело за пропаганду наркотиков из-за совместных работ рэперов. 3 июня 2021 года Зюзинский районный суд Москвы признал Алишера Моргенштерна виновным в пропаганде наркотиков и назначил штраф 100.000 рублей. Песни были удалены со всех площадок. 13 апреля 2021 года Владислав попал в ДТП на каршеринге на Васильевском острове. Он не справился с управлением и врезался в машину спереди, которая была неправильно припаркована. Рэпер потерял много крови, сломал челюсть из-за того что не сработала подушка безопасности и был доставлен в больницу, где был прооперирован. Следующей работой Trappa стала коллаборация с рэпером Sqwoz Bab. 25 марта 2021 года вышла песня «Avia».
20 августа 2021 года вышел студийный альбом Forever, в который вошёл совместный с Моргенштерном сингл «Family», а также совместные работы с White Punk, yung pretty, Thrill Pill, D.Masta & Смоки Мо, Sqwoz Bab, Ангелиной Марцинкевич & noa, blago white & danchainz и Stuff. «На этом альбоме Yung Trappa цитирует старые хиты Тимати и Смоки Мо, адаптирует на русский припев классического трека Soulja Boy, посвящает трек Pop Smoke», пишет портал The Flow.

### Второй срок
Утром 2 ноября 2021 года рэпер был задержан полицией и отправлен в СИЗО «Колпино» на два месяца по подозрению в насильственных действиях сексуального характера в отношении двух 18-летних девушек. По версии следствия, преступление произошло в ночь на 1 ноября — во время вечеринки приуроченной к Хэллоуину в коттедже посёлка Подборовье Выборгского района, куда рэпер пригласил девушек и своих друзей. По заявлению потерпевшей, 18-летней студентки Алины, рэпер якобы принуждал её к половым связям под угрозой убийства. Со слов потерпевшей, рэпер бил её по лицу, угрожал выкинуть в окно, если она не согласится на интим. Сам музыкант вину отрицал, заявляя что половой акт был по обоюдному согласию. Следственным комитетом было возбуждено два уголовных дела по части 1 статьи 131 УК РФ («Изнасилование») и по двум эпизодам части 1 статьи 132 УК РФ («Насильственные действия сексуального характера»).

### Выход на свободу и смерть
По истечении предельного срока содержания заключения в СИЗО спустя год 1 ноября 2022 года Yung Trappa вышел на свободу под подпиской о невыезде. Уголовное дело почти было передано в суд, однако прокуратура решила вернуть его следствию из-за необходимости найти и допросить ещё двух свидетелей. 27 декабря 2022 года у Владислава состоялось заключение брака. 10 января 2023 года исполнитель уже публично сообщил в СМИ о своём освобождении.
2 февраля 2023 года рэпер скончался в Санкт-Петербурге в квартире своей матери на Дровяной улице. По словам адвоката артиста, он лёг спать и умер во сне от остановки сердца утром 2 февраля. Его тело нашли в кровати без признаков жизни, следов насильственной смерти на его теле, как и наркотиков в квартире, не обнаружено. Звонок в службу спасения от родных поступил в 7:40. 5 февраля была опубликована предварительная экспертиза, указывающая, что рэпер скончался от острого отравления неизвестным веществом. 3 марта были опубликованы результаты экспертизы: причиной смерти стала передозировка наркотиков.
10 февраля 2023 года вышел посмертный альбом Free Trappa Album 2. 17 февраля вышел сингл Snow Mafia совместно с D.masta, Пикой, Славой КПСС и Цепi.

## Влияние
Творчество Yung Trappa повлияло на многих музыкантов, среди которых Pharaoh, Егор Крид, ЛСП, OG Buda, Слава КПСС, Thomas Mraz, Моргенштерн, Thrill Pill, Big Baby Tape и другие. Основной лирикой в песнях Yung Trappa была наркоторговля. Новостной журнал The Flow писал: 
Когда он выйдет, ему надо будет собрать дань со всех модных трэперов
 Рэперы Слава КПСС, Замай и Abbalbisk в 2016 году выпустили песню «#FreeYunggTrappa» в поддержку отбывающего срок Владислава. После освобождения Yung Trappa рэпер Моргенштерн записал с ним несколько совместных треков и звал на совместные концерты, чтобы помочь артисту вернуться в музыкальный бизнес.

## Конфликты

### Конфликт с Yanix
Изначально артисты сотрудничали и находились в одном объединении, но после ухода из него с 2014 года Yung Trappa постоянно задевал Yanix в Twitter.

### Конфликт с Kizaru
21 сентября 2017 года на YouTube-канале «Вписка» вышло интервью с Олегом Kizaru, в котором он рассказал, что Yung Trappa был его дилером и поставлял ему наркотики. 22 января 2018 года на том же YouTube-канале вышло интервью с Владом из колонии-поселения, в котором он заявил, что Kizaru говорит много информации, о которой говорить нельзя, и что после освобождения Влад поедет в Барселону разобраться с ним. После освобождения Влада вышло новое интервью на канале «Вписка», где тот нелестно отзывается об Олеге, тот в свою очередь начал в ответ оскорблять рэпера в Instagram, после чего рэперы на протяжении нескольких месяцев постоянно оскорбляли друг друга. 8 июня 2021 года Kizaru выложил в сеть аудиозапись разговора Влада с неизвестной девушкой, в котором Yung Trappa просит «помочь ему финансово», далее Олег публикует серию скриншотов переписки, где Влада обвиняют в насильственных действиях над несовершеннолетними девушками. Yung Trappa записал сторисы в Instagram, в котором раздаёт деньги подписчикам, а также обещал, что на новом альбоме докажет, что Kizaru стукач и работал с полицией. Альбом вышел в августе 2021 года, но оказался провальным, так как никаких доказательств представлено не было. 2 ноября 2021 года Влад был задержан полицией из-за обвинении в изнасиловании из-за чего конфликт был прекращён. После смерти Yung Trappa, Kizaru выразил свои соболезнования.

### Конфликт с Melon Music
16 декабря 2022 года рэперы Scally Milano и 163onmyneck из объединения Melon Music выпустили трек «Сделать это», в котором оба исполнителя оскорбляли Владислава. 14 января 2023 года Yung Trappa вышел в прямой эфир в Instagram, где призвал рэперов встретиться и поговорить на счёт сказанных ими строчек. Далее он обратился к рэперу OG Buda, заявив, что если Scally Milano и 163onmyneck не ответят в течение 24 часов, то он уже будет разбираться с ним. Через сутки 163onmyneck записал ответный видеоролик, в котором назвал Влада трусом, придурком и высказался по поводу обвинения Владислава в изнасиловании. После смерти Влада рэперы в социальных сетях выразили свои соболезнования.

## Дискография

### Альбомы
| Год  | Название                                                  |
| ---- | --------------------------------------------------------- |
| 2011 | YungTreezyCrazy                                           |
| 2012 | 2Stoopid                                                  |
| 2012 | Jessie Pinkman                                            |
| 2014 | Jesse Pinkman 2                                           |
| 2015 | HiWeezyCrazy (совместно с Hiway)                          |
| 2015 | Walter White встречает Jessie Pinkman (совместно с SIL-A) |
| 2016 | Trapocalypsis                                             |
| 2017 | Free Trappa Album                                         |
| 2019 | «Сборник синглов»                                         |
| 2019 | Classic                                                   |
| 2021 | Forever                                                   |
| 2023 | Free Trappa Album 2                                       |
| 2023 | Saint Columbia (совместно с YMB)                          |
| 2023 | JP3                                                       |

### Синглы
- «Классика кварталов» (совместно с Yanix, 2013)
- «Каникулы» (2016)
- «Повесься» (совместно с YAD, 2016)
- «Деньги» (совместно с Thrill Pill, 2017)
- «My Life» (совместно с Likantrop и D.Masta, 2018)
- «First Day Out» (2021)
- «Розовое вино 2» (совместно с Моргенштерном, 2021)
- «Family» (совместно с Моргенштерном, 2021)
- «Avia» (совместно с Sqwoz Bab, 2021)
- «2021» (совместно с Sad Baby, 2021)
- «Yayo Pt. 3» (2022)
- «Первоклассный» (совместно с White Punk, 2022)
- «Буду грубияном (Remix)» (совместно с More Emociy, 2022)
- «Взгляд» (2023)
- «Snow Mafia» (совместно с D.masta, Слава КПСС, Пика, Цепi, 2023)
- «My House (White Rose Remix)» (2023)
- «Pussy Riot» (совместно с Moneysosa, 2023)
- «Мне нужно это» (совместно с Diflord, 2023)
- «Basketball» (совместно с D.masta, Словетский, 2023)

## Участие в рэп-баттлах

### Versus Battle
| Соперник | Дата выхода      | Примечание |
| -------- | ---------------- | ---------- |
| Федук    | 28 сентября 2014 |            |